# Guy Hubert
Guy Hubert Mamihasindrahona, auch einfach Guy Hubert (* 25. August 1979 in Adema), ist ein madagassischer Fußballspieler.

## Karriere

### Verein
Guy Hubert erlernte das Fußballspielen in der Jugendmannschaft von Kintan Atsimo Toliara in Madagaskar. Seinen ersten Vertrag unterschrieb er 2001 bei Voromaherin Alaotra. Über Zatovo Milalao Antsinanana und AS Adema kam er 2008 nach Thailand. Hier nahm ihn der Erstligaclub BEC Tero Sasana FC aus der Hauptstadt Bangkok unter Vertrag. Für BEC absolvierte er bis 2010 56 Spiele in der Thai Premier League. 2011 wechselte er nach Sisaket zum Ligakonkurrenten Sisaket FC. Zum ebenfalls in der ersten Liga spielenden Samut Songkhram FC ging er 2013. Nachdem er mit Samut in die zweite Liga absteigen musste, verließ er den Verein und schloss sich dem Erstligisten Saraburi FC an. Am Ende der Saison wurde er Verein aufgelöst und der Spielbetrieb wurde eingestellt. Bereits Mitte der Saison wechselte er in die dritte Liga, der Regional League Division 2. Udon Thani FC, ein Club aus Udon Thani, nahm ihn die Rückserie unter Vertrag. 2016 ging er zu seinem ehemaligen Club Samut Songkhram FC, der mittlerweile in der zweiten Liga, der Thai Premier League Division 1, spielte. 2017 unterschrieb er einen Vertrag beim Drittligisten Samut Sakhon FC in Samut Sakhon. Mit dem Verein wurde er Meister der Thai League 3 in der Upper-Region und stieg somit in die zweite Liga auf. Nach dem Aufstieg verließ er Samut und ging nach Bangkok, wo er sich dem Drittligisten BTU United FC anschloss. Für die Saison 2020 unterschrieb der mittlerweile 40-Jährige einen Vertrag beim Drittligisten Nara United FC in Narathiwat. Hier stand er bis Juni 2020 unter Vertrag. Wo er anschließend gespielt hat, ist unbekannt. Zu Beginn der Saison 2022/23 nahm ihn der Drittligist Phattalung FC unter Vertrag. Mit Phattalung spielte er 22-mal in der Southern Region der Liga. Nach einer Saison im Süden des Landes wechselte er im Sommer 2023 in den Osten. Hier unterschrieb er einen Vertrag bei dem in der Eastern Region spielenden Chachoengsao Hi-Tek FC. Für den Verein aus Chachoengsao bestritt er 17 Ligaspiele. Im Sommer 2024 wurde sein Vertrag nicht verlängert.

### Nationalmannschaft
Guy Hubert spielte von 2006 bis 2008 insgesamt 13 Mal für die Nationalmannschaft von Madagaskar und erzielte dabei einen Treffer.

## Erfolge
AS Adema
- Madagassischer Pokalsieger: 2007, 2008

BEC-Tero Sasana FC
- Thailändischer Pokalfinalist: 2009

Samut Sakhon FC
- Thai League 3 – Upper Region: 2017  ▲